# Rekoneksja magnetyczna
Rekoneksja magnetyczna – zjawisko szybkiej zmiany układu linii pola magnetycznego w poruszającym się płynie przewodzącym prąd elektryczny. Podczas rekoneksji w jej centrum dochodzi do bardzo silnego rozgrzania przewodzącego płynu w wyniku anihilacji pola magnetycznego.
Zjawisko to jest przyczyną wyrzutów koronalnych na Słońcu, rozbłysków słonecznych i powodowanych przez nie burz magnetycznych. Powoduje impulsywne grzanie korony słonecznej. Zjawisko to zachodzi również w odsłonecznej części ziemskiej magnetosfery, powodując ruch plazmy w kierunku jonosfery i zjawisko zorzy polarnej.

## Fizyka zjawiska

Ruch linii pola magnetycznego. Żółte strzałki - ruch plazmy

Jednym z rodzajów rekoneksji jest rekoneksja rozłączna. Przykładowo pole magnetyczne w warkoczu magnetosfery ziemskiej ma bardzo małą składową równoległą do osi dipola ziemskiego. Przejście fali uderzeniowej z rozbłysku słonecznego, propagującej się w wietrze słonecznym, może spowodować powstanie punktu neutralnego, jeżeli tylko zwrot wektora indukcji w fali uderzeniowej jest przeciwny niż zwrot wektora indukcji w warkoczu magnetosfery. Ruch plazmy określony jest przez przebieg linii pola magnetycznego. Po wytworzeniu się punktu neutralnego sprężystość linii pola magnetycznego powoduje wymuszenie ruchu plazmy magnetosferycznej, znajdującej się między punktem neutralnym a Ziemią, w kierunku jonosfery.
Pole magnetyczne przemieszcza się wraz z plazmą (wmrożenie pola w plazmę). Energia pola magnetycznego może być zamieniana na ruch plazmoidu i energię termiczną plazmy uwolnionej od pola magnetycznego i wyświecana w różnych zakresach widma. 
Ponieważ zanik linii pola o przeciwnych zwrotach można interpretować jako zmianę strumienia magnetycznego, energia pola powinna być zamieniana na energię indukowanych pól elektrycznych. Duże zmiany pola magnetycznego w małym obszarze powodują powstanie dużych różnic potencjału elektrycznego, a te wywołują prądy elektryczne o bardzo dużym natężeniu, które rozgrzewają plazmę do bardzo wysokich temperatur. Istnieje klasa modeli rozbłysków słonecznych jako kaskad prądowych, ale jest również inny model, w którym prawie cała energia pola magnetycznego jest unoszona przez plazmoidy, a jeden może być obserwowany jako koronalny wyrzut masy.
W obszarze anihilacji pola magnetycznego uwolniona plazma, niepodlegająca już wpływowi pola magnetycznego, ulega termalizacji jako gaz w polu, dużo mniej intensywnego, średniego pola słonecznego.

## Historia
Na możliwość grzania gazu w wyniku przebudowy pola magnetycznego (rekoneksji) zwrócił uwagę w 1956 roku Peter Alan Sweet. Na tej podstawie Eugene N. Parker stosując zasady magnetohydrodynamiki opracował model matematyczny zjawiska, określany dziś jako rekoneksja magnetyczna Sweeta-Parkera. Wyniki uzyskiwane w tym modelu ze standardowych równań magnetohydrodynamiki dają znacznie wolniejszy przebieg zjawiska od obserwowanego na Słońcu, dlatego model ten nazywa się rekoneksją wolną. W roku 1963 Harry E. Petschek zauważył, że w pewnych warunkach uwzględnienie w modelu matematycznym efektu Halla oraz innych efektów nieliniowych zjawisk sprawia, że zjawisko w modelu przebiega szybciej i przynosi wyniki bardziej zbliżone do obserwowanych. Ten model nazywany jest rekoneksją szybką lub modelem Petscheka.